# Tisma
Tisma là một khu tự quản thuộc tỉnh Masaya, Nicaragua. Khu tự quản Tisma có diện tích 126 ki lô mét vuông. Đến thời điểm năm 2005, huyện Tisma có dân số 10681 người.